# Мельник, Моисей Ионович
Моисей Ионович Мельник ( 21 марта 1898, Бобруйск Минской губернии — 22 декабря 1937, Киев ) — советский инфекционист, микробиолог. Доктор медицинских наук (1937).

## Биография
Работал в Пастеровском институте в Париже. В 1935–37 – директор Всеукраинского института бактериологии, эпидемиология и серотерапии (в настоящее время Институт микробиологии и иммунологии НАМНУ, Харьков).

В начале 1930-х гг. исследовал влияние бактериофага на живые организмы. 

2 августа 1937 был арестован, 20 ноября того же года за обвинением в антитеррористической организации приговорён к расстрелу. Реабилитирован в  1956.

Племянник — Ион Саулович Мельник (1935—2018), советский композитор-песенник и дирижёр.

## Научные труды
- «Специфическая терапия дизентерии бактериофагом» // ВД. 1930. № 9 (в соавторстве);
- «Спроба вживання бактеріофагу для лікування черевного тифу» // «Профілакт. медицина». 1930. № 5;
- «Бактериофаг при дизентерии». Х., 1935 (в соавторстве);
- «Когда и кого исследовать на тифозное носительство» // «Анналы Мечников. ин-та». 1935. Т. 2, вып. 1;
- «О феномене, обнаруженном при изучении действия лизозима» // «Анналы Мечников. ин-та». 1936. Т. 3, вып. 1;
- «Активная иммунизация против ботулизма» // «Анналы Мечников. ин-та». Т. 4, вып. 1 (в соасторстве).